# Стефан Пішон
Стефан Жан-Марі Пішон (фр. Stéphen Pichon, 10 серпня 1857, Арне-ле-Дюк, Бургундія, Франція — 18 вересня 1933, Вер-і-Монтань, Франція) — французький політичний діяч Третьої Республіки.

## Життєпис
Він був французьким міністром у справах Китаю (1897—1900), включаючи період Боксерського повстання. Генеральний резидент в Тунісі з 27 грудня 1901 по 7 лютого 1907. Партнер Жоржа Клемансо, він служив кілька разів, в двох кабінетах Клемансо і в першому, другому і четвертому кабінетах Арістіда Бріана міністром закордонних справ, роль, в якій він показав себе дружнім, але не особливо ефективним. Найбільш відомий своєю діяльністю під час другого кабінету Клемансо — в період закінчення Першої світової війни і Паризькій мирній конференції, але, подібно до більшості інших міністрів закордонних справ на конференції, Пішон знаходився в стороні від обговорення і прийняття головних рішень, підкоряючись в усьому своєму голові уряду.
20 серпня 1918 року французький міністр закордонних справ Стефан Пішон улаштував прийом представникам бюро Української Національної Ради, зокрема Альберу Тома та Ернесту Дені. Через два дні, 22 серпня, провідна французька загальнонаціональна газета Le Temps інформувала читачів: "Міністр закордонних справ прийняв Українську Національну Раду, яка йому була представлена особисто паном Альбером Тома та паном Ернестом Дені, професором Сорбонни. Українська Національна Рада, очолювана паном Савченком, колишнім викладачем в університеті, має на меті боротися з німецькими впливами.
Уже незабаром УНРада налагодила відносини з Українським національним союзом — загальнонаціональною політичною групою, координаційною структурою в опозиції до Павла Скоропадського. Наприкінці листопада 1918 року Федір Савченко звертається до МЗС Франції із проханням-клопотанням про дозвіл на приїзд до Парижа делегата від Українського Національного Союзу, який хотів провести переговори з урядами країн — членів Антанти стосовно боротьби з більшовизмом й розвитку Української державності. Із приводу цього запиту Стефан Пішон заявляє французькому послу в Швейцарії: «Я не збираюся відповідати п. Савченку, чий Комітет ніяк не визнаний і з яким не маю жодних офіційних відносин». Це сигналізувало про радикальну зміну в офіційному ставленні французького уряду, зокрема очільника МЗС Франції. Ймовірно, що головним фактором такого обструкціонізму й несхвалення діяльності Ради була антипатія відповідальних осіб за зовнішню політику Франції в Східній Європі до українського питання, до «українізму» загалом.